# Wellwurst

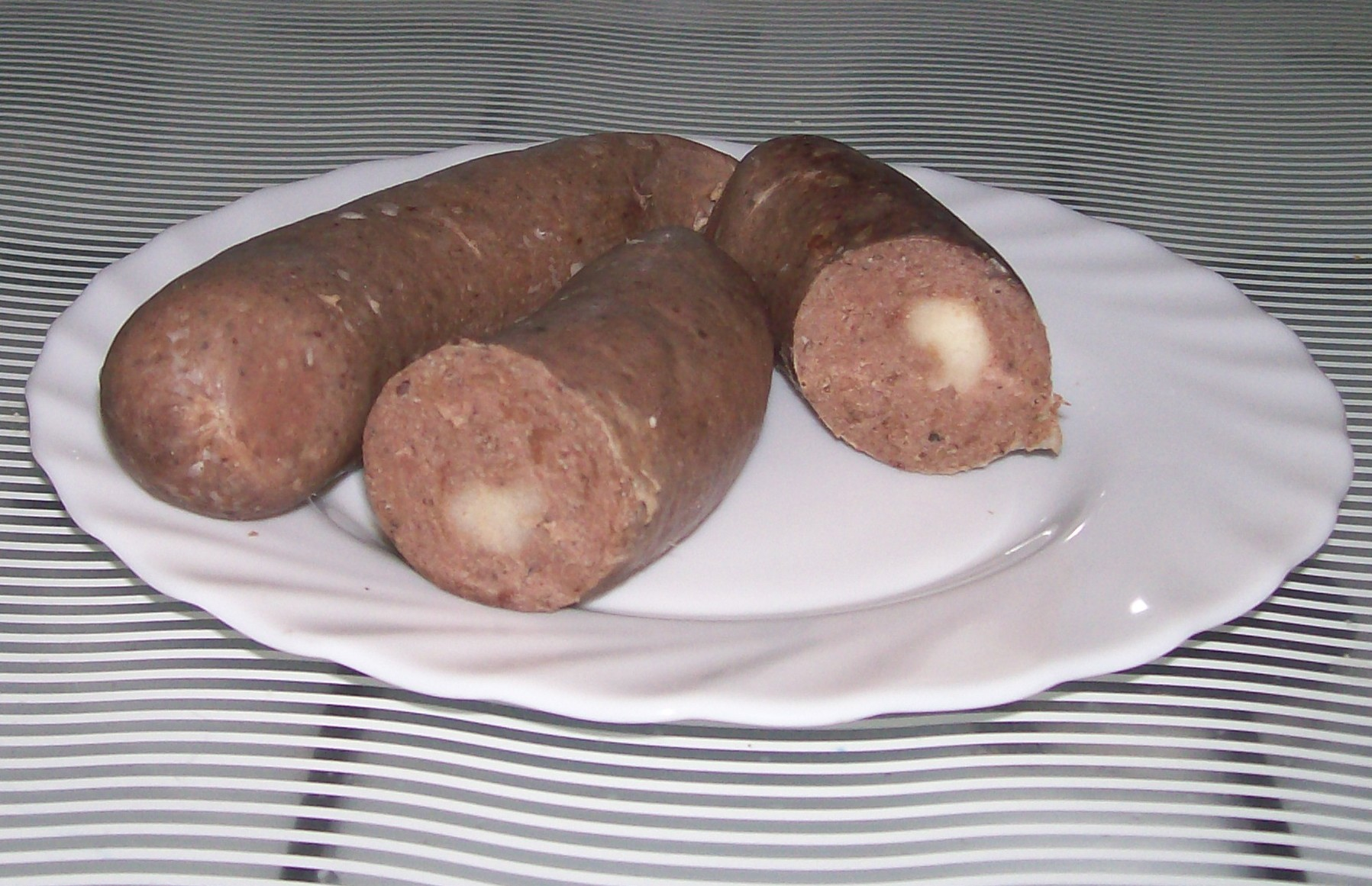
Wellwurst (Żymlok)

Wellwurst (schlesisch: Wellwurscht) ist eine Brühwurst bzw. Kochwurst aus Schweinefleisch. Sie gilt als Spezialität der Schlesischen Küche, jedoch gibt es ähnliche Würste auch anderswo in Deutschland.
Für die Zubereitung kocht man Schwarten und Schweinebauch, anschließend weicht man Weißbrot oder Brötchen in der Fleischbrühe ein. Die Zutaten werden mit einem Fleischwolf fein zerkleinert, und mit Schmalz gebunden, in dem zuvor Zwiebeln angebraten wurden. Typische Gewürze sind Thymian, Majoran und Weißer Pfeffer. Für die dunkle Variante gibt man Blut für den etwas süßlichen Geschmack und zum Färben hinzu, für die weiße Variante Leber für den etwas bitteren/herben Geschmack. Die fertige Masse wird in Naturdärme oder Konservengläser gefüllt und gebrüht. Zum Verzehr werden die Würste entweder in Wasser erwärmt oder ohne Darm aufgebraten. Übliche Beilagen sind Sauerkraut, Kartoffelbrei oder Brot.
Die beiden Varianten werden nach ihrer Färbung benannt, jedoch gibt es unterschiedliche Bezeichnungen. Mit Blut bezeichnet man sie als Rote oder Dunkle Wellwurst oder Blutwurscht, ansonsten als Weiße oder Helle Wellwurst oder Leberwurscht. Wegen des verwendeten Brotes ist auch die Bezeichnung Schlesische Semmelwurst (schlesisch: Sammelwurscht) oder Żymlok verbreitet.